# 윤동원
윤동원(1984년 10월 6일 ~ )은 대한민국의 배우이다. 1992년 MBC 베스트 극장 '사랑하는 나의 연사들'로 데뷔하였으며 한동안 서후라는 예명을 사용하기도 했다.

## 출연작

### 드라마
- 1995년 SBS 《모래시계》
- 1995년 KBS2 《젊은이의 양지》 ... 남대풍 역
- 1996년 MBC 《서울 하늘 아래》 ... 구대평 역
- 1996년 MBC 《전원일기》
- 1996년 KBS1 《용의 눈물》 ... 창왕 역
- 1997년 SBS 《여자》
- 1997년 MBC 《남자 셋 여자 셋》 ... 문화대학교 재학생 형제 이방원(박재훈 : 분)·이방연(정소영 : 분) 형제의 친조카 이덕근 역으로 카메오 단역
- 1998년 SBS 《은실이》
- 2000년 KBS1 《태조 왕건》 ... 어린 양검 역
- 2003년 SBS 《올인》 ... 어린 박태준 역
- 2003년 KBS 《무인시대》 ... 최부의 아우 최희 역
- 2004년 KBS 《꽃보다 아름다워》
- 2004년 KBS 《아름다운 유혹》
- 2005년 KBS 《슬픔이여 안녕》 ... 한정훈 역
- 2006년 SBS 《연개소문》 ... 수 공제 역
- 2009년 KBS 《집으로 가는 길》
- 2011년 KBS 《가시나무새》
- 2011년 KBS 《우리집 여자들》
- 2011년 KBS 《당신뿐이야》
- 2011년 KBS 《해피엔드》
- 2013년 OCN 《더 바이러스》

### 영화
- 1993년 《그 섬에 가고 싶다》
- 1993년 《101번째 프로포즈》
- 1994년 《태백산맥》
- 1996년 《환희》
- 1996년 《7 악동》
- 1998년 《8월의 크리스마스》

## 광고
- 1999년 롯데제과 버거쩰 (강혜정, 전혜진과 함께 출연)
- 2005년 농심 무파마 탕면

## 수상
- 1995년 KBS 연기대상 남자 아역상